# Trio Debussy
Il Trio Debussy è una formazione cameristica nata a Torino nel 1989 e composta da Antonio Valentino (pianoforte), Piergiorgio Rosso (violino) e Francesca Gosio (violoncello).

## Storia del Trio Debussy
Sin dalla fondazione il trio ha affiancato l'attività concertistica allo studio del repertorio per trio con pianoforte e, oltre che presso le principali società concertistiche italiane, si è esibito anche in Austria alla Grosser Saal del Musikverein di Vienna (1993) e Argentina (1999)
Numerosi sono stati i progetti intrapresi dal Trio Debussy insieme ad artisti di estrazione diversa.
- Promanouche: Progetto che ripercorre il sound manouche utilizzando repertorio tradizionale, classico e contemporaneo fondendo il trio classico con pianoforte con il più apprezzato ensemble manouche italiano i Manomanouche.
- Non solo Piazzolla: il trio si affianca al famoso bandoneonista Max Pitzianti dando vita ad un quartetto inedito.
- Laboratorio Ensemble: Musica e Teatro Dal 2005 Il Trio Debussy ha dato vita ad un nuovo progetto in partnership con il Teatro Regio di Torino. Il Trio all'occorrenza si allarga fino a diventare un ensemble flessibile pronto a recepire le novità delle opere da camera in programmazione al Piccolo Regio di Torino.
- Dal 2010 il Trio Debussy collabora con l'Unione Musicale per il progetto Atelier Giovani.

## Premi
- Concorso internazionale 'Gui' di Firenze - 2º posto (1995)
- Premio Trio di Trieste (1997)

## Discografia
- Trio Debussy (Nuova Era, 1996)
- Trio Debussy & Manomanouche (Blue Serge, 2009)
- Trio Debussy MASTERPIECES vol.1[Blue Serge] (2013)